# Donnie Munro
Donnie Munro (Donaidh Rothach) (født 2. august 1953) er en skotsk musiker og tidligere forsanger i det keltiske rockband Runrig. Han taler skotsk gælisk som modersmål, og meget af hans musik er foregået på dette sprog. Efter sin karriere i Runrig forsøgte han at blive valgt til både det britiske og det skotske parlament uden held. Han har siden fået en succesfuld solokarriere.

## Opvækst
Munro blev født i Uig, Isle of Skye i på de Indre Hebrider. Han gik på Gray's School of Art i Aberdeen og fik en postdoc i undervisning på Moray House i Edinburgh.

## Musikalsk karriere
Munro så Runrig optræde første gang i 1973 og et år senere blev han spurgt, om han ville være medlem af gruppen. Som forsanger for Runrig blev Munro etableret som den ledende gæliske musiker i 1980'erne og 1990'erne.
Han forhold Runrig i 1997 for at få en karriere inden for politik. Hans sidste optræden var en afskedskoncert på Stirling Castle den 29. august i 1997.
Munro har siden fået en succesfuld solokarriere. Hans album Heart of America, der er lavet i samarbejde med sangskriverne Blair Douglas og Richard Macintyre, som også stammer fra Isle of Skye, modtog prisen som årets album ved Scottish TradMusic Awards i 2006. Han er fortsat udviklingsleder for Sabhal Mòr Ostaig, Skotlands Nationale Center for Gælisk Sprog og Kultur på Skye.
Munro afsluttede en serie anmelderroste koncerter kaldet An Turas - The Journey, med et ensemble bestående 40 personer.
Til Runrigs 40-års jubilæum på Black Isle ved Muir of Ord den 10. august 2013 optrådte Munro som gæst og sang tre sange.

## Politisk karriere
Munro blev valgt som Rector of the University of Edinburgh i 1991 og havde posten frem til 1994. Han kæmpede om pladsen i det britiske parlament i området Ross, Skye and Inverness West i ved valget i 1997, men tabt til Charles Kennedy (Liberal Democrat). Han forsøgte herefter at komme med i det Skotlands parlament for Ross, Skye and Inverness West ved det skotske parlementsvalg 1999 for Labour, men tabte her til Liberal Democrat John Farquhar Munro. Det politiske engagement gjorde, at han måtte forlade bandet, hvilket skete i 1997. Årsagerne til hans afgang var genstand for en to år lang privat diskussion, men var aldrig en del af den offentlige debat.
Munro skulle angiveligt være blevet tilbudt et "sikkert" Labour-mandat i det centrale Skotland, da han allerede var blevet accepteret som kandidat i sit eget område i højlandet, hvor han var tæt på at vinde et sæde for Liberal Democrats ved valget i 1999.

## Hæder
I 1996 gav han Sabhal Mòr Lecture.
I 1998 blev Munro valgt som den første rektor for UHI Millennium Institute, hvilket han var i 3 år.

## Diskografi

### Studiealbum
- On The West Side (1999)
- Across The City And The World (2002)
- Gaelic Heart (2003)
- Heart Of America (Across The Great Divide) (2006)

### Livealbum
- Donnie Munro Live (2000)
- Donnie Munro And Friends (2006)
- Donnie Munro Live - An Turas (2008)
- Sweet Surrender - Live Acoustic (2015)

### Opsamlingsalbum
- Fields Of The Young (2004)
- Donnie Munro - Best Of (2005)